# Distrikt Longuita
Der Distrikt Longuita liegt in der Provinz Luya der Region Amazonas in Nord-Peru. Der Distrikt hat eine Fläche von 58,6 km². Beim Zensus 2017 hatte der Distrikt 901 Einwohner. Im Jahr 1993 lag die Einwohnerzahl bei 720, im Jahr 2007 bei 946. Sitz der Distriktverwaltung ist die etwa 2780 m hoch gelegene Ortschaft Longuita mit 221 Einwohnern (Stand 2017).

## Geographische Lage
Longuita befindet sich im Hochgebirge. Im Norden grenzt der Distrikt Longuita an den Distrikt Colcamar, im Osten an den Distrikt Tingo, im Südosten an den Distrikt María, im Westen an den Distrikt Pisuquía und im Nordwesten an den Distrikt Ocumal.
Rund um Longuita findet man bis heute vielerlei kaum erforschte Ruinen der Kultur der Chachapoya.
Das zentrale Fest in Longuita wird vom 4. bis zum 10. Oktober zu Ehren von San Miguel (hl. Michael) und San Francisco (hl. Franziskus) gefeiert.
Im Distrikt Longuita befindet sich außerdem der Cucha-Cuella-See.